# クリスマスのエルフ

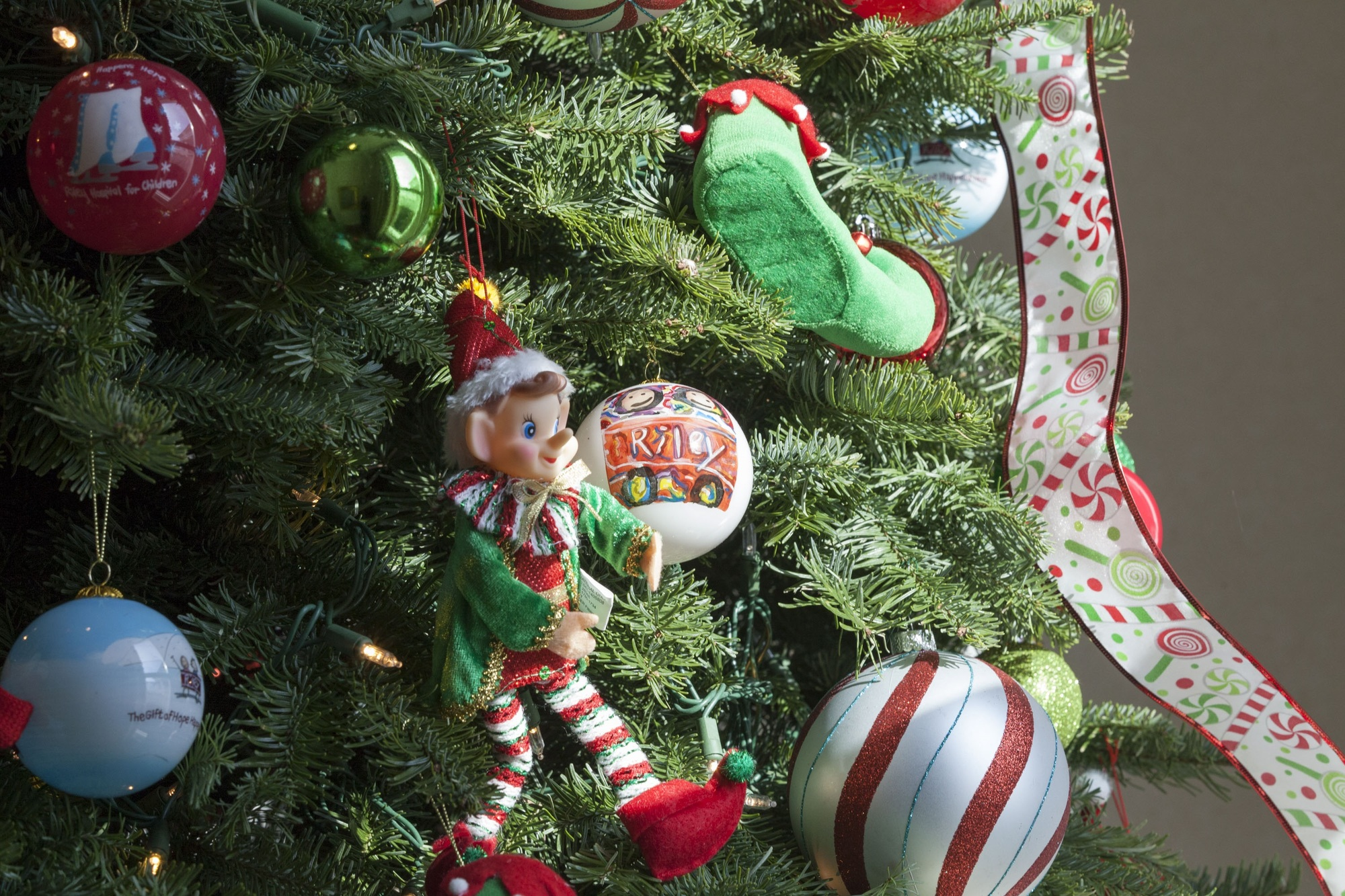
クリスマスのエルフの飾り

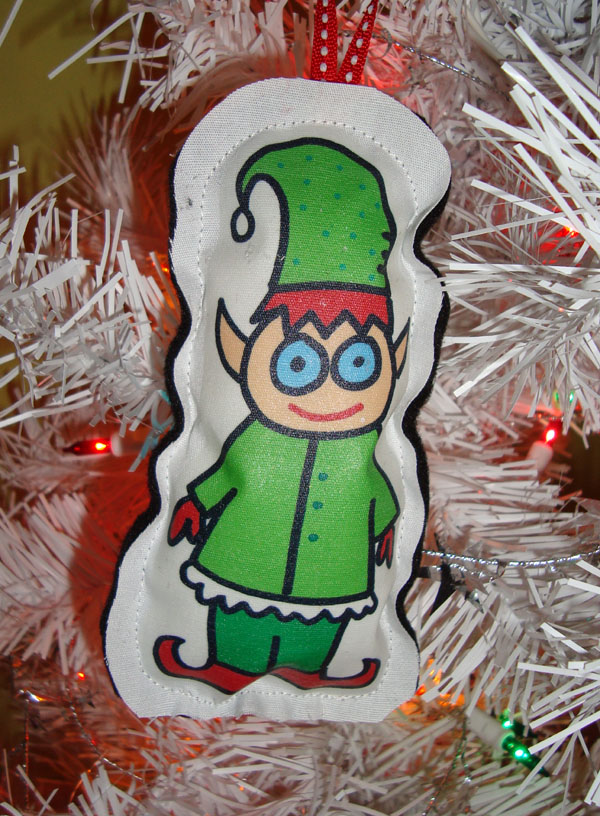
クリスマスのエルフの飾り

クリスマスのエルフ（英: Christmas elf、Elf on the shelf）は、サンタクロースと一緒に住んでいるとされる妖精。多くの場合人間と同じ形で描かれるが、尾を持つ毛皮のような哺乳類として描かれることもある。クリスマスのエルフは通常、緑または赤の服装を着ており、大きくて先のとがった耳を持ち、先のとがった帽子をかぶっている。サンタクロースと同じような格好をしていることもよくある。

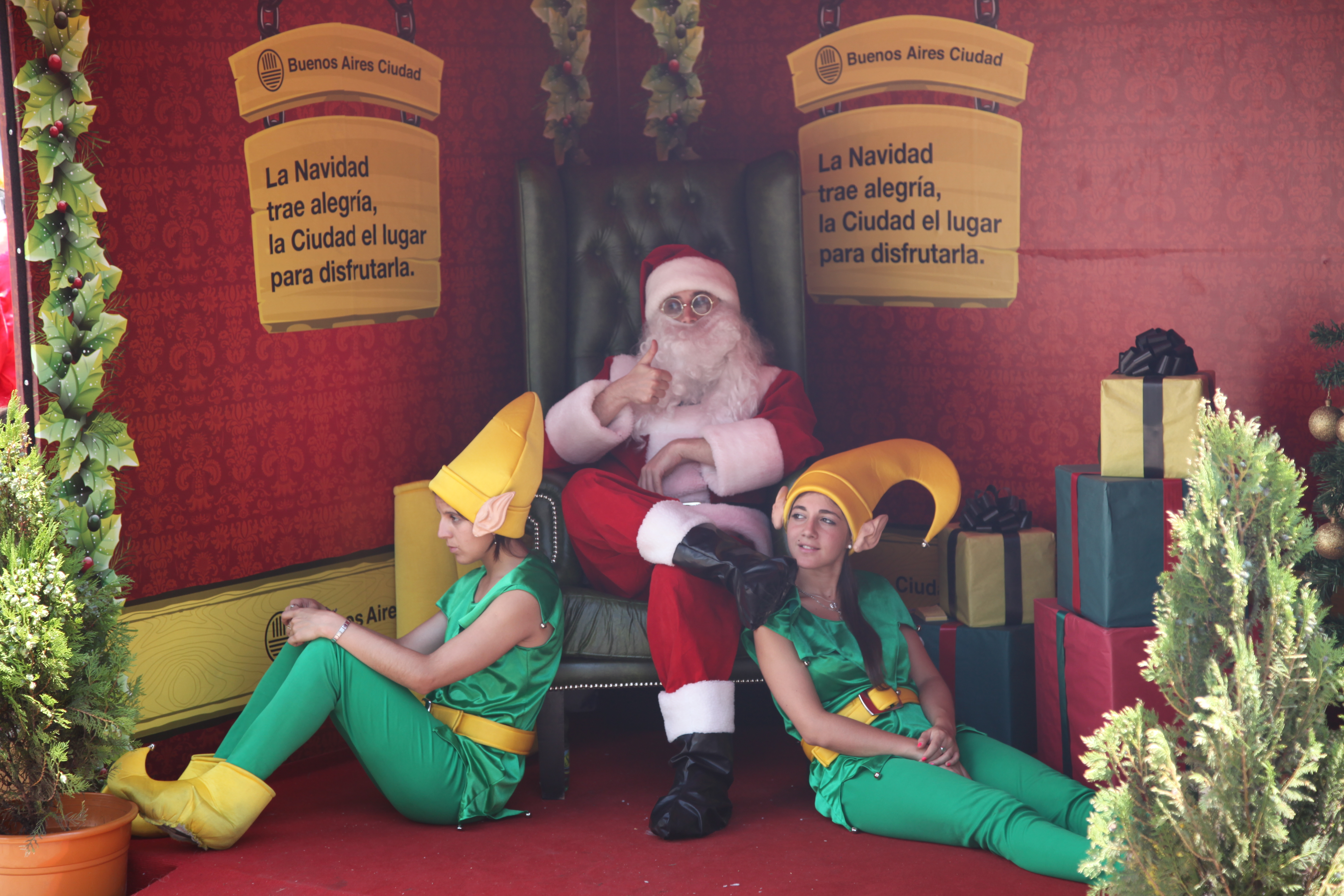
エルフとサンタ

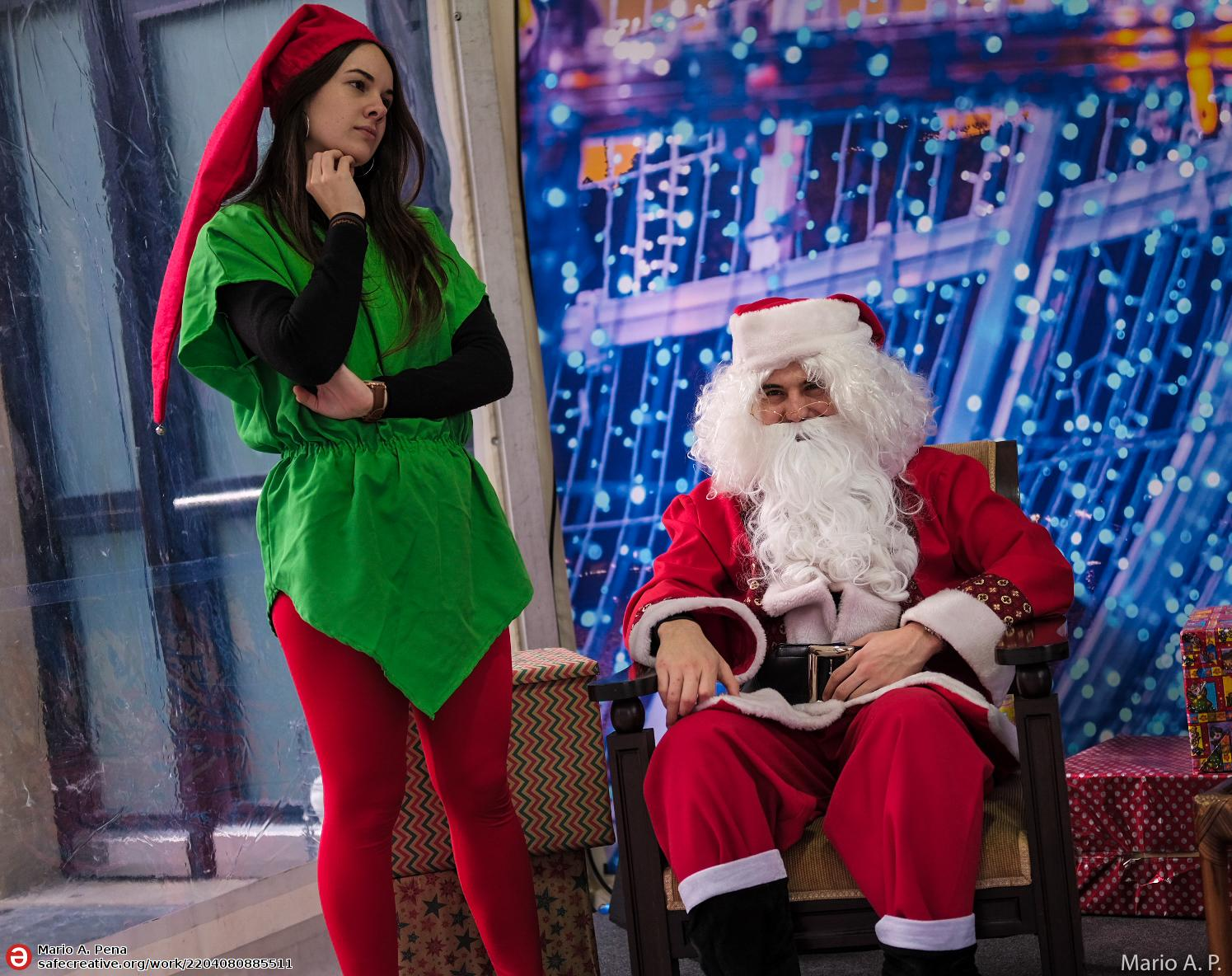
エルフとサンタ

## 概要
クリスマスのエルフはサンタクロースを助ける役割を持っており、サンタクロースの助手としてサンタクロースの元で働いているとされる。ただし国によってはサンタクロースに雇われたスパイだとも、監視員だともされている。
エルフは、サンタクロースのワークショップでおもちゃを作ったり、トナカイの世話をしたり、プレゼントの準備をするなどの仕事をしているとされる。また、この他にもサンタクロースのお願いを聞いて働いたり、子ども達とサンタクロースの手紙のやり取りを手伝うこともある。普段はサンタクロースと一緒に北極に住んでいるが、12月のクリスマスが近づくと、プレゼントをもらう予定の子ども達が良い子にしているのかを確認しに来るとされる。毎日北極から子ども達の元へ来て、子ども達が寝た後に北極へ帰り、子ども達がいい子にしていたかどうかをサンタクロース報告する。そして、また次の日の朝にやってくるとされる。これが、クリスマス・イヴまで続き、クリスマス・イヴの夜にサンタクロースがクリスマスプレゼントを持ってきた際に、エルフはサンタクロースと共に帰るとされる。
エルフの人形がクリスマスシーズンに置かれることがあり、主に親によってエルフの人形を移動させ、毎朝エルフがどこにいるのかを家中探すという遊びが行われる。また、エルフには触れていけないという規則があり、子ども達がエルフに触ってしまうと、エルフは力を失って動けなくなってしまうとされる。また、エルフには話しかける事ができる他、サンタクロースへの伝言をお願いすることもできるとされている。
クリスマスのエルフは1856年にルイーザ・メイ・オルコットによって最初に文学に紹介された。サンタははるかに古く、17世紀初頭に聖ニコラスから、特に英国のファーザー・クリスマスとオランダのシンタクラースなどのさまざまなヨーロッパのクリスマスの伝統の属性を持つ米国の民間伝承に登場した。クリスマスプレゼントとエルフの関係は、19世紀前半にスカンジナビアのトムテに由来する。

## 起源
エルフの起源が由来していると言われているとして北欧神話の「álfar」（huldufólkや隠されたフォークとしても知られる）が挙げられる。エルフのキャラクターは、この北欧の伝説を他のスカンジナビアやケルトの文化やエルフ、妖精、自然の精霊に関する神話と組み合わせた可能性が最も高い。ヨーロッパのさまざまな地域には、ドイツのコボルトやスコットランドのブラウニーという家の精霊など、エルフとつながることができる同様の超自然的な存在があった。中世ヨーロッパでは、エルフは悪霊と見なされ、しばしば悪魔と関係があった。
1850年には早くもルイーザ・メイ・オルコットの文学作品に「クリスマスのエルフ」のイメージが登場したが、オルコットが『クリスマスのエルフ』というタイトルの本を出版したわけではない。ワークショップで働くエルフのイメージは、ゴディの女性誌で人気があり、1873年のクリスマス号の表紙のイラストには、おもちゃとエルフに囲まれたサンタが描かれている。この間、ゴディはクリスマスの伝統の誕生に多大な影響を与え、1850年のクリスマス号の表紙には、現代のクリスマスツリーの最初の広く流通している写真を示した。オースティン・トンプソンの1876年の作品『サンタクロースの家、日曜学校のためのクリスマスの妖精ショー』で追加の認識が与えられた。

### 聖ニコラスとエルフ
1823年の詩『クリスマスのまえのばん』では、聖ニコラス自身が45行目で、「彼はぽっちゃりしてふっくらした陽気な妖精。」としている。
エルフは農場の守護者を務めるエルフ/ドワーフのトムテと混ざり合った。ジェニー・ニューストロンの作品に続いて、この混ざり合ったものはユールトムテンとして知られるようになった。

## 現代のポップカルチャー

『エルフ 〜サンタの国からやってきた〜』を視聴する、ハリー・S・トルーマンの乗組員たち。

米国、カナダ、英国、およびアイルランドなどにおいては、サンタクロースの現代の伝説には、通常、クリスマスの小柄なエルフが含まれている。先のとがった耳と先のとがった帽子をかぶった緑のエルフはサンタクロースの従業員もしくはアシスタントとして働いている。彼らは北極にあるサンタのワークショップでおもちゃを作る。近年、他のおもちゃ（通常はコンピューター、ビデオゲーム、DVD、DVDプレーヤー、さらには携帯電話などのハイテクおもちゃ）も、ワークショップで配達の準備ができているように描かれているが、必ずしも製造が可能とは限らない。この描写では、エルフは北欧神話のドワーフの軽快で繊細なバージョンにわずかに似ている。
『サンタクローズ』や『クリスマス・クロニクル』といった最近の作品でにおいて、エルフの仕事には、北極を保護する警察と空軍の操作、実世界の警察に捕らえられたときに極の外にいるサンタを助けることなども含まれる。サンタクロースのシークレットサービスのようなボディーガードをする事もある。
エルフはは子どものような容姿として永遠に若いままに見える場合も多いものの、一般に数百年、さらには数千年も生きるとされている。

### 映画やテレビ
クリスマスエルフは、現代の映画やテレビでその役割を拡大してきた。それらは一般に、実写映画では、小さな俳優、子ども、通常のサイズの俳優を小さく見せるための遠近法、またはコンピューターアニメーション（CGI）のいずれかによって描かれる。それ以外の場合は、映画の形式に応じて、従来のアニメーション、ストップモーションアニメーション、またはコンピューターアニメーションを使用する。
- 1932年のディズニーの伝統的なアニメーション短編映画『サンタさんのワークショップ（英語版）』では、サンタクロースと彼のエルフがクリスマスの準備をしている[8]。
- サンタのエルフは、ランキンバスが制作した1964年のストップモーションテレビの特別番組、『ルドルフ 赤鼻のトナカイ』に登場する。赤、緑、青、ピンクの衣装に円錐形の帽子をかぶった、独特でカラフルな衣装デザインが作成された。大半のエルフは低身長で小太りという典型的なエルフと同じように描かれているが、見分けがつくよう、1人だけ痩せて背の高い角眼鏡をかけたエルフも登場する[9]。
- 1985年の実写映画である『サンタクロース』において、エルフは伝統的なおもちゃを手で作り、サンタのトナカイの世話をする団体として登場する[10]。
- 2003年の実写映画コメディー『エルフ 〜サンタの国からやってきた〜』において、ウィル・フェレルは『ルドルフ 赤鼻のトナカイ』（1964年）へのオマージュとして、通常サイズの俳優の強制遠近法で描かれたエルフのカラフルな衣装デザインをコピーした[11][12]。
- ディズニーによる2009年の短編映画『ウェイン&ラニー クリスマスを守れ!』では、サンタの配達の準備ができているエルフのエリートグループを主題に据えている。これは、ウォルト・ディズニー・アニメーション・スタジオによって作られた最初のホリデーテレビスペシャルであった[13]。

### 文学
バレンタイン・ダーシー・シェルドンの子どもの絵本、『クリスマスツリーのエルフ』」では、サンタクロースとエルフの出会いを描いている。また、エルフにサンタを紹介し、クリスマスツリーの火を消してクリスマスを救うエルフのブリンクも紹介する。
1812年にグリム兄弟が紹介した『小人の靴屋』では、貧しい靴職人の元にエルフたちがこっそり訪れ、クリスマスまでに靴を完成させる様子が描かれている。

## 世界中

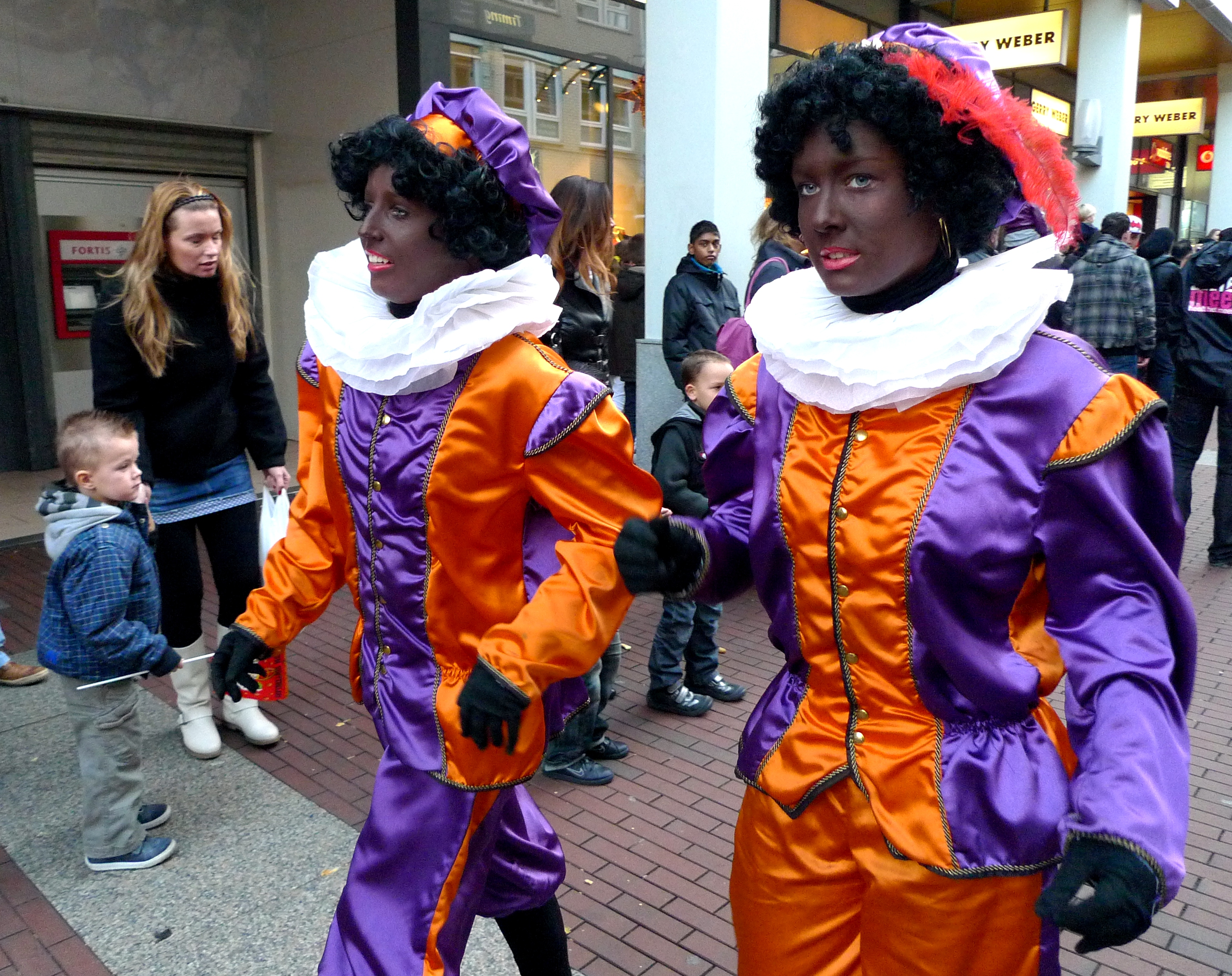
ベルギーとオランダの聖ニコラスの仲間である2人のズワルテ・ピート

ヨーロッパの国々では、サンタクロースの従者や助手は国によって異なる。オランダとベルギーでは、聖ニコラスはズワルテ・ピートを伴っており、ブラックフェイスであるとして問題視されている。
ドイツでは、クネヒト・ループレヒトを伴っており、ルクセンブルクでは、Hoeseckerとして知られる。
北欧諸国では、クリスマスのエルフはエルフではなく、トムテと見なされ、通常、英語圏の国で知られている緑と赤の衣装ではなく、赤のみを着用する。